# Wiktor Masłow (1910–1977)
Wiktor Aleksandrowicz Masłow (ros. Виктор Александрович Маслов; ur. 14 kwietnia?/27 kwietnia 1910, zm. 11 maja 1977 tamże) – rosyjski piłkarz, grający na pozycji pomocnika, trener piłkarski.

## Kariera piłkarska

### Kariera klubowa
W 1927 rozpoczął karierę piłkarską w moskiewskiej drużynie górników. Już w 1930 został piłkarzem RDPK Moskwa, na bazie której został utworzony klub Torpedo Moskwa, który do 1936 nazywał się AMO Moskwa i ZiS Moskwa. W 1936-1939 pełnił funkcję kapitana drużyny. W 1941 po reorganizacji klubu Torpedo (Torpedo Moskwa, Lokomotiw Moskwa, Metałłurg Moskwa, Krylja Sowietow Moskwa były utworzone zespoły Profsojuzy-1 Moskwa i Profsojuzy-2 Moskwa) bronił barw zespołu Profsojuzy-1 Moskwa. Po jednym sezonie Profsojuzy ponownie zostały reorganizowane w dotychczasowe kluby i piłkarz powrócił do Torpeda. W 1942 zakończył karierę piłkarską.

## Kariera trenerska
Po zakończeniu kariery piłkarskiej rozpoczął karierę trenerską. Od 1945 do 1973 pracował z przerwami w swoim macierzystym klubie Torpedo Moskwa. Oprócz tego trenował kluby Torpedo Gorki, FSzM Moskwa, Zimbru Kiszyniów, SKA Rostów nad Donem, Dynamo Kijów i Ararat Erywań. Zmarł 11 maja 1977 w Moskwie.

## Sukcesy i odznaczenia

### Sukcesy klubowe
- wicemistrz Mistrzostw Moskwy: 1934, 1935
- brązowy medalista Mistrzostw Moskwy: 1934
- zwycięzca Spartakiady Związków Zawodowych ZSRR: 1932

### Sukcesy trenerskie
- mistrz ZSRR: 1960, 1966, 1967, 1968
- wicemistrz ZSRR: 1957, 1961, 1965, 1969
- zdobywca Pucharu ZSRR: 1952, 1960, 1964, 1966, 1972, 1975
- finalista Pucharu ZSRR: 1958, 1961
- zwycięzca drużyn wojskowych Układu Warszawskiego: 1963

### Sukcesy indywidualne
- wybrany do listy 33 najlepszych piłkarzy ZSRR: 1938 (nr 5)

### Odznaczenia
- Order Czerwonego Sztandaru Pracy: 1952
- tytuł Mistrza Sportu ZSRR: 1952
- tytuł Zasłużonego Trenera ZSRR: 1960
- tytuł Zasłużonego Trenera Ukraińskiej SRR: 1966